# Seclì
Seclì es una localidad italiana de la provincia de Lecce, región de Puglia, con 1.969 habitantes.

## Evolución demográfica
| Gráfica de evolución demográfica de Seclì entre 1861 y 2001 |
|                                                             |
| Fuente ISTAT - elaboración gráfica de Wikipedia             |